# Max-Planck-Institut für Wissenschaftsgeschichte
Das Max-Planck-Institut für Wissenschaftsgeschichte (MPIWG) ist eine außeruniversitäre Forschungseinrichtung der Max-Planck-Gesellschaft zur Förderung der Wissenschaften e. V. (MPG) in Berlin-Dahlem und befasst sich mit einer an systematischen Fragestellungen orientierten und theoretisch angeleiteten Wissenschaftsgeschichte. Das Institut bezeichnet sich selbst als „weltweit größte Forschungseinrichtung zur Wissenschaftsgeschichte“.

## Geschichte
Das Institut wurde 1994 mit dem Ziel gegründet, ein internationales wissenschaftshistorisches Forschungszentrum in Deutschland zu schaffen. Das Institut nahm seine Arbeit im März 1994 auf, mit der Einrichtung einer selbständigen Forschungsgruppe und einer selbständigen Nachwuchsgruppe hatte das Institut im Jahr 1999 seine Aufbauphase beendet. Als Gründungsdirektor war im Jahr 1994 auch der Wissenschaftshistoriker und -philosoph Lorenz Krüger vorgesehen, der seinen Ruf krankheitsbedingt nicht annehmen konnte und im Herbst 1994 verstarb.

## Aufgaben des Instituts
Das Institut besitzt drei Forschungsabteilungen, von denen zwei besetzt sind (Stand: August 2024):
- Knowledge Systems and Collective Life (Etienne Benson)
- Artefakte, Handeln und Wissen (Dagmar Schäfer)

und Forschungsgruppen:
- Praktiken der Validierung in der biomedizinischen Forschung (Lara Keuck)
- China im Weltsystem der Wissenschaft (Anna L. Ahlers)
- Experience in the Premodern Sciences of Soul & Body ca. 800–1650 (Katja Krause)
- Historische Epistemologie der Suche nach der Weltformel (Alexander Blum)

Die Forschungstätigkeit des Instituts konzentriert sich vor allem, aber nicht ausschließlich, auf die Entwicklung des naturwissenschaftlichen Denkens, während die Methodologie kognitions- und kulturwissenschaftlich ausgerichtet ist. Beiträge zur Entwicklung einer „historischen Epistemologie“ sind das gemeinsame Forschungsziel der drei Abteilungen des Instituts.
Die historische Epistemologie befasst sich mit der historischen Entwicklung und den technischen, kulturellen und sozialen Bedingungen wissenschaftlicher Erkenntnisprozesse. Auf der Grundlage von detaillierten Studien zur Geschichte einzelner Wissenschaften sollen fundamentale Begriffe des wissenschaftlichen Denkens wie „Zahl“, „Kraft“, „Bewegung“, „Feld“, „Gen“, „Organismus“, sowie zentrale epistemologische Kategorien wie „Repräsentation“, „Kausalität“, „Experiment“, „Deduktion“, „Objektivität“, „Determinismus“ und „Wahrscheinlichkeit“ in ihrer Entwicklung rekonstruiert werden.
Das MPI für Wissenschaftsgeschichte ist auch federführend an European Cultural Heritage Online beteiligt, einer Website, die zu einer digitalen Kollektion des kulturellen Erbes werden soll und zugleich eine Forschungsplattform für Geisteswissenschaftler ist.

## Publikationen
Das MPI für Wissenschaftsgeschichte veröffentlicht seit 1994 die Reihe Preprints, in der seitdem über 500 Preprints erschienen sind (Stand Anfang 2021). Zahlreiche der Preprints sind online zugänglich. Außerdem veröffentlicht das Institut alle zwei bis drei Jahre mit den englischsprachigen Research Reports regelmäßige Berichte über die Arbeit des Instituts.

## Infrastruktur
Das Direktoren-Kollegium am Institut besteht aus Etienne Benson und Dagmar Schäfer. Hans-Jörg Rheinberger wurde 2014, Lorraine Daston 2019 emeritiert. Die Mitglieder des Kollegiums übernehmen im Wechsel die Geschäftsführung des Instituts. Jürgen Renn, der von 1994 bis 2023 Direktor am Institut war, wurde 2022 Gründungsdirektor am Max-Planck-Institut für Geoanthropologie in Jena.

## Journalist in Residence
Das Institut verfügt über ein Journalist-in-Residence-Programm.